# Busento
A Busento egy olaszországi folyó. A Calabriai-Appenninekben ered, majd Cosenza városa mellett a Cratiba torkollik. 

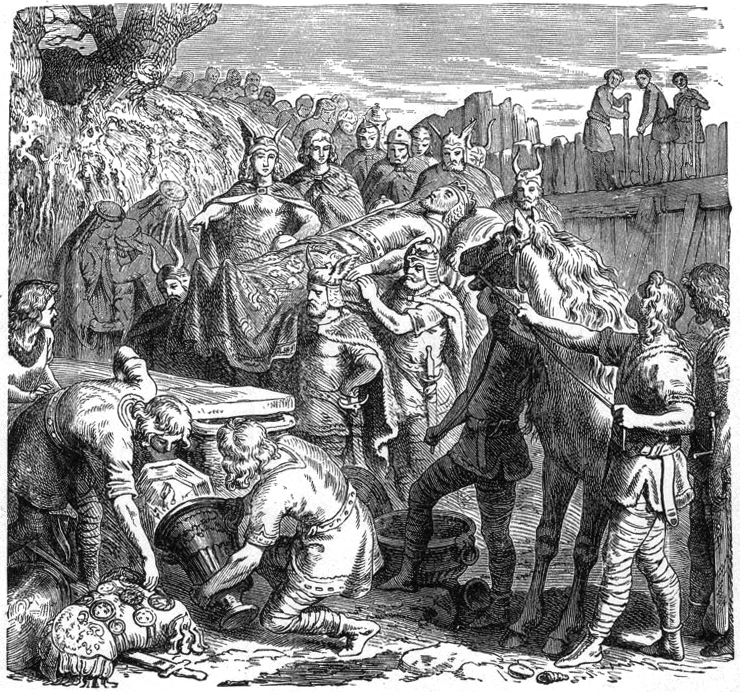
Alarik temetését ábrázoló metszet

Hírnevét egy legendának köszönheti: 410-ben Alarich, a gótok vezére, aki Róma kifosztása után dél felé nyomult seregeivel, Cosenza városában halt meg. Katonái a Crati és Busento folyók összefolyásánál egy különleges sírboltot építettek. A rabszolgák segítségével elterelték a két folyó vizét és a kiszáradt mederben építették meg a sírboltot, ahova Alarichot eltemették lovával és kincseivel együtt. A temetés után a folyók vizeit visszaterelték régi medrükbe így Alarich sírja és kincsei örökre rejtve maradtak.